# Legall de Kermeur
Legall de Kermeur (n. 1702; d. 1792) a fost un celebru șahist francez, care este considerat neoficial drept campion mondial al acestui joc (1730-1747). 